# چوواش-کارامالی
چوواش-کارامالی (به لاتین: Chuvash-Karamaly) یک منطقهٔ مسکونی در روسیه است که در باشقیرستان واقع شده‌است.